# Milešovice
Milešovice (en allemand : Mileschowitz, auparavant Milleschowitz) est une commune du district de Vyškov, dans la région de Moravie-du-Sud, en République tchèque. Sa population s'élevait à 687 habitants en 2020.

## Géographie
Milešovice se trouve à 25 km au sud-sud-ouest de Vyškov, à 22 km au sud-est de Brno et à 207 km au sud-est de Prague.
La commune est limitée par Šaratice et Vážany nad Litavou au nord, par Kobeřice u Brna à l'est, par Bošovice et Lovčičky au sud, et par Otnice à l'ouest.

## Histoire
La première mention écrite du village date de 1366.